# Port lotniczy Ellisras Matimba
Port lotniczy Ellisras Matimba (IATA: ELL, ICAO: FAER) – port lotniczy położony w Lephalale, w prowincji Limpopo, w Republice Południowej Afryki.